# Eptesicus kobayashii
Eptesicus koyabashii là một loài động vật có vú trong họ Dơi muỗi, bộ Dơi. Loài này được Mori mô tả năm 1928.